# استیون برهایس
استیفن برخهایس (هلندی: Steven Berghuis؛ زادهٔ ۱۹ دسامبر ۱۹۹۱) بازیکن فوتبال اهل هلند است که هم‌اکنون در پست وینگر برای آژاکس بازی می‌کند.
وی همچنین در تیم ملی فوتبال هلند بازی کرده‌است.
برخهایس اولین بازی خود را برای هلند در سال ۲۰۱۶ انجام داد و عضوی از تیم ملی در یورو ۲۰۲۰ و جام‌جهانی ۲۰۲۲ بود. او می تواند به عنوان وینگر یا هافبک هجومی بازی کند. آژاکس در ۱۶ ژوئیه ۲۰۲۱ اعلام کرد که با فاینورد  برای به خدمت گرفتن برخهایس با قراردادی چهار ساله با مبلغی نامشخص به توافق رسیده است. این حرکت به دلیل رقابت بین دو باشگاه و به خصوص بین هوادارانشان در هلند جنجال به پا کرد. او اولین گل خود را برای این باشگاه در پیروزی ۵-۱ خارج از خانه مقابل اسپورتینگ سی پی در اولین بازی گروهی آژاکس در لیگ قهرمانان اروپا  به ثمر رساند.